# Chichi-jima
Chichi-jima (jap. 父島) – największa wyspa grupy wysp Chichijima-rettō (jap. 父島列島) w archipelagu Ogasawara. Do grupy należy jeszcze między innymi wyspa Ani-jima (Wyspa Starszy Brat) i Otōto-jima (Wyspa Młodszy Brat).